# Миколаївський річковий порт
Микола́ївський річкови́й порт — дочірнє підприємство Акціонерної судноплавної компанії «Укррічфлот». Річковий порт розташований на лівому березі згину річки Південний Буг, за 40 км вгору за течією від місця її впадання у Дніпровський лиман.

## Історія
Історія порту починається 1882 року, коли Державна рада Російської імперії виділила кошти на будівництво пристані в місті Миколаєві.
На річці Південний Буг функціонувало Російське акціонерне пароплавне товариство, у віданні якого були пасажирські судна, а також вантажні, які перевозили зерно, граніт, торф.
У 1963 році пристань Миколаїв було перейменовано на Миколаївський річковий порт. Основне будівництво порту велося з 1965 по 1969 роки.
У 1993 році порт став акціонерним товариством, з 18 липня 2000 року є дочірним підприємством Акціонерної судноплавної компанії «Укррічфлот» без статусу юридичної особи (з 27.04.2015).

## Характеристики
Загальна територія порту — 51,07 га, з них 15 га — водна акваторія. Включає вантажний район (7 вантажних причалів довжиною 858 погонних метрів, 46,6 тис. м² обладнаних складських майданчиків; 729 м² закритих складських приміщень) і пасажирську ділянку.
Навігаційний період у порту — цілорічний.
Миколаївський річковий порт може приймати вантажні судна завдовжки до 140 м і з осадкою до 4,5 м біля причалу і до 8,5 м при навантаженні з барж плавкраном на рейді.
Для переробки вантажів у порту працюють сім плавучих кранів, спроможних здійснювати перевантаження вантажу на рейді, а також тринадцять портальних кранів вантажністю від 5 до 16 тонн, трактори, авто- та електронавантажувачі.
Миколаївський річковий порт спеціалізується на переробці генеральних та навалювальних вантажів — чорних металів, труб, залізорудної сировини (окатишів), феросплавів, руди, глини, лісоматеріалів, хімічних добрив, вугілля, коксу, металобрухту, зерна, насіння, вантажів, що пакетуються. Також, окрім основного виду діяльності, для підприємства відкриті такі види іншої діяльності:
- 61.20.2 Діяльність вантажного річкового транспорту;
- 61.10.2 Діяльність морського вантажного транспорту;
- 51.53.2 Оптова торгівля будівельними матеріалами.

Потужність порту з перевалювання вантажів становить 5 мільйонів тонн на рік.
Порт має буксирний флот, вантажний самохідний та несамохідний флот загальною вантажністю до 30 тис. тонн. та розгалужену залізничну гілку.
До складу пасажирського терміналу входить річковий вокзал (площею 1966 м², розрахований на 300 пасажирів) та 28 пасажирських причалів загальною довжиною 750 погонних метрів і 9 пасажирських суден загальним вмістом 1794 особи.

## Послуги
У порту надаються послуги з агентування та експедирування вантажів, комплексного обслуговування флоту (бункеровка прісною водою, зняття фекальних та підсланевих вод, харчових відходів, заправка паливно-мастильними матеріалами).
Навігація в порту триває цілий рік, вантажі переробляються цілодобово, включаючи вихідні та святкові дні.